# Назаров (хутор)
Наза́ров — хутор в Дубовском районе Ростовской области.
Входит в состав Барабанщиковского сельского поселения.

## Население
| 2002 |
| ---- |
| 148  |

| 1989 | 2002 | 2010 |
| ---- | ---- | ---- |
| 190  | ↘147 | ↘94  |

## Улицы
На хуторе имеется одна улица: Назаровская.